# Ядрышковые организаторы

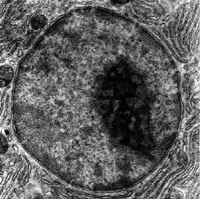
Микрофотография клеточного ядра с ядрышком.

Ядрышковые организаторы (англ. Nucleolus organizer regions, NOR) — участки хромосом, образующие внутри ядра клетки так называемое ядрышко. Открыты Барбарой Мак-Клинток. Содержат гены рРНК.
Для идентификации ядрышковых организаторов при анализе кариотипа используют окрашивание нитратом серебра.

## Человек
У человека ядрышковые организаторы составлены участками, расположенными на коротких плечах акроцентрических хромосом 13, 14, 15, 21, 22 и содержащими гены 45S рРНК — предшественника 5.8S, 18S, 28S рРНК. В число генов, расположенных в области организаторов, входят RUNX2, UBTF, APC.